# Усть-Манева
Усть-Манева (рос. Усть-Манева) — присілок в Верхньотоємському районі Архангельської області Російської Федерації.
Населення становить 9 осіб. Входить до складу муніципального утворення Верхньотоємський муніципальний округ.

## Історія
До 1 червня 2021 року входило до складу муніципального утворення Федьковське муніципальне утворення.

## Населення
| 2002 | 2010 |
| ---- | ---- |
| 6    | ↗9   |